# 공군 축구단
공군 축구단은 공군 소속 축구단으로 실업축구에 참가하였다. 1951년 전국축구선수권대회에 참가한 공군 축구단이 있었던 것으로 보아 공군 예하부대 축구단이 있었던 것으로 보이며 그 후 1970년대에 축구계의 창설 노력의 결과 1972년 6월 26일 창단식을 거행하며 공군을 대표하는 축구단으로 공식 출범하였으며 그 후 성무 축구단으로도 불리었다. 1984년 1월 국군체육부대로 통합되면서 육군 축구단, 해군 축구단 등과 함께 국군체육부대 예하 상무 축구단이 되었다.

## 유명 선수
- 황재만
- 차범근

## 같이 보기
- 육군 첩보부대 축구단
- 육군 병참단 축구단
- 육군 헌병감실 축구단
- 육군 공병단 축구단
- 해군 축구단
- 국군체육부대
- 상주 상무 축구단
- 국군기무사령부